# Seilbahn Altenahr

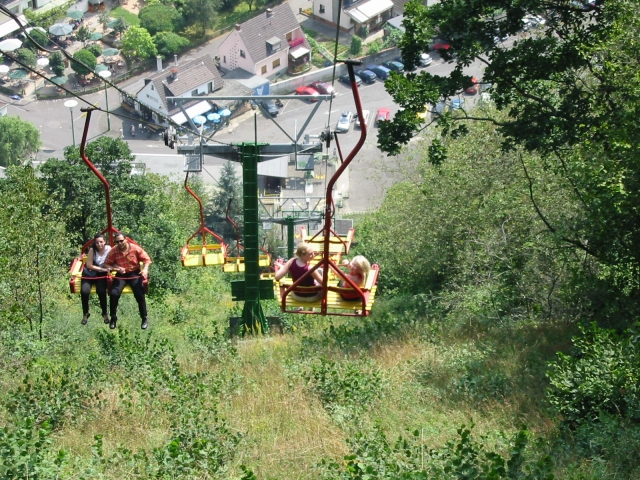
Seilbahn im Jahr 2002

Die Seilbahn Altenahr war ein 1953 in Betrieb genommener Sessellift, welcher von Altenahr im Landkreis Ahrweiler im nördlichen Rheinland-Pfalz auf den 351 Meter hohen Ditschhardt-Berg führte und hierbei auf einer Strecke von 650 Metern eine Höhenunterschied von 180 Metern überwand. Zur Betriebsanlage gehörten, neben der Seilbahn inklusive Berg- und Talstation, der Parkplatz und eine Brücke über die Ahr.
Die Seilbahn war in den 1970er Jahren eine vielbesuchte Attraktion mit bis zu 400.000 Fahrgästen pro Jahr. Allerdings ging in den Folgejahren die Zahl der Fahrgäste zurück. Dieser Vorgang beschleunigte sich noch zusätzlich, nachdem 2009 das Restaurant in der Bergstation geschlossen wurde und so war 2011 die letzte Saison mit nur noch 47.549 Fahrgästen. Der Betreiber kündigte den Pachtvertrag mit der Stadt Bad Neuenahr zum 31. August 2012. In der Folgezeit wurde die Anlage demontiert, wobei die Stützen erst 2018 mit einem Hubschrauber geborgen wurden. Heute erinnern noch die Seilbahnstraße, die Betonfundamente und die Bergstation an die Anlage.